# Grand Prix automobile d'Italie 1983
Résultats du Grand Prix d'Italie de Formule 1 1983 qui a eu lieu sur le circuit de Monza le 11 septembre 1983.

## Classement
| Pos. | No | Pilote             | Écurie            | Tours | Temps/Abandon                      | Grille | Points |
| ---- | -- | ------------------ | ----------------- | ----- | ---------------------------------- | ------ | ------ |
| 1    | 5  | Nelson Piquet      | Brabham-BMW       | 52    | 1 h 23 min 10 s 880 (217,549 km/h) | 4      | 9      |
| 2    | 28 | René Arnoux        | Ferrari           | 52    | + 10 s 212                         | 3      | 6      |
| 3    | 16 | Eddie Cheever      | Renault           | 52    | + 18 s 612                         | 7      | 4      |
| 4    | 27 | Patrick Tambay     | Ferrari           | 52    | + 29 s 023                         | 2      | 3      |
| 5    | 11 | Elio De Angelis    | Lotus-Renault     | 52    | + 53 s 068                         | 8      | 2      |
| 6    | 35 | Derek Warwick      | Toleman-Hart      | 52    | + 1 min 13 s 348                   | 12     | 1      |
| 7    | 36 | Bruno Giacomelli   | Toleman-Hart      | 52    | + 1 min 33 s 922                   | 14     |        |
| 8    | 12 | Nigel Mansell      | Lotus-Renault     | 52    | + 1 min 36 s 035                   | 11     |        |
| 9    | 25 | Jean-Pierre Jarier | Ligier-Ford       | 51    | + 1 tour                           | 19     |        |
| 10   | 29 | Marc Surer         | Arrows-Ford       | 51    | + 1 tour                           | 20     |        |
| 11   | 1  | Keke Rosberg       | Williams-Ford     | 51    | + 1 tour                           | 16     |        |
| 12   | 34 | Johnny Cecotto     | Theodore-Ford     | 50    | + 2 tours                          | 26     |        |
| 13   | 33 | Roberto Guerrero   | Theodore-Ford     | 50    | + 2 tours                          | 21     |        |
| Abd. | 31 | Corrado Fabi       | Osella-Alfa Romeo | 45    | Moteur                             | 25     |        |
| Abd. | 4  | Danny Sullivan     | Tyrrell-Ford      | 44    | Pompe à essence                    | 22     |        |
| Abd. | 30 | Thierry Boutsen    | Arrows-Ford       | 41    | Soupape                            | 18     |        |
| Abd. | 9  | Manfred Winkelhock | ATS-BMW           | 35    | Échappemment                       | 9      |        |
| Abd. | 3  | Michele Alboreto   | Tyrrell-Ford      | 28    | Embrayage                          | 24     |        |
| Abd. | 15 | Alain Prost        | Renault           | 26    | Turbo                              | 5      |        |
| Abd. | 8  | Niki Lauda         | McLaren-TAG       | 24    | Panne électrique                   | 13     |        |
| Abd. | 7  | John Watson        | McLaren-TAG       | 13    | Distribution                       | 15     |        |
| Abd. | 32 | Piercarlo Ghinzani | Osella-Alfa Romeo | 10    | Boîte de vitesses                  | 23     |        |
| Abd. | 23 | Mauro Baldi        | Alfa Romeo        | 4     | Turbo                              | 10     |        |
| Abd. | 40 | Stefan Johansson   | Spirit-Honda      | 4     | Distributeur                       | 17     |        |
| Abd. | 6  | Riccardo Patrese   | Brabham-BMW       | 2     | Moteur                             | 1      |        |
| Abd. | 22 | Andrea De Cesaris  | Alfa Romeo        | 2     | Sortie de piste                    | 6      |        |
| Nq.  | 26 | Raul Boesel        | Ligier-Ford       |       | Non qualifié                       |        |        |
| Nq.  | 2  | Jacques Laffite    | Williams-Ford     |       | Non qualifié                       |        |        |
| Nq.  | 17 | Kenny Acheson      | RAM-Ford          |       | Non qualifié                       |        |        |

## Pole position et record du tour
- Pole position : Riccardo Patrese en 1 min 29 s 122 (vitesse moyenne : 234,286 km/h).
- Meilleur tour en course : Nelson Piquet en 1 min 34 s 431 au 20e tour (vitesse moyenne : 221,114 km/h).

## Tours en tête
- Riccardo Patrese : 2 (1-2)
- Nelson Piquet : 50 (3-52)

## À noter
- 9e victoire pour Nelson Piquet.
- 30e victoire pour Brabham en tant que constructeur.
- 3e victoire pour BMW en tant que motoriste.